# Ondřej Sekora

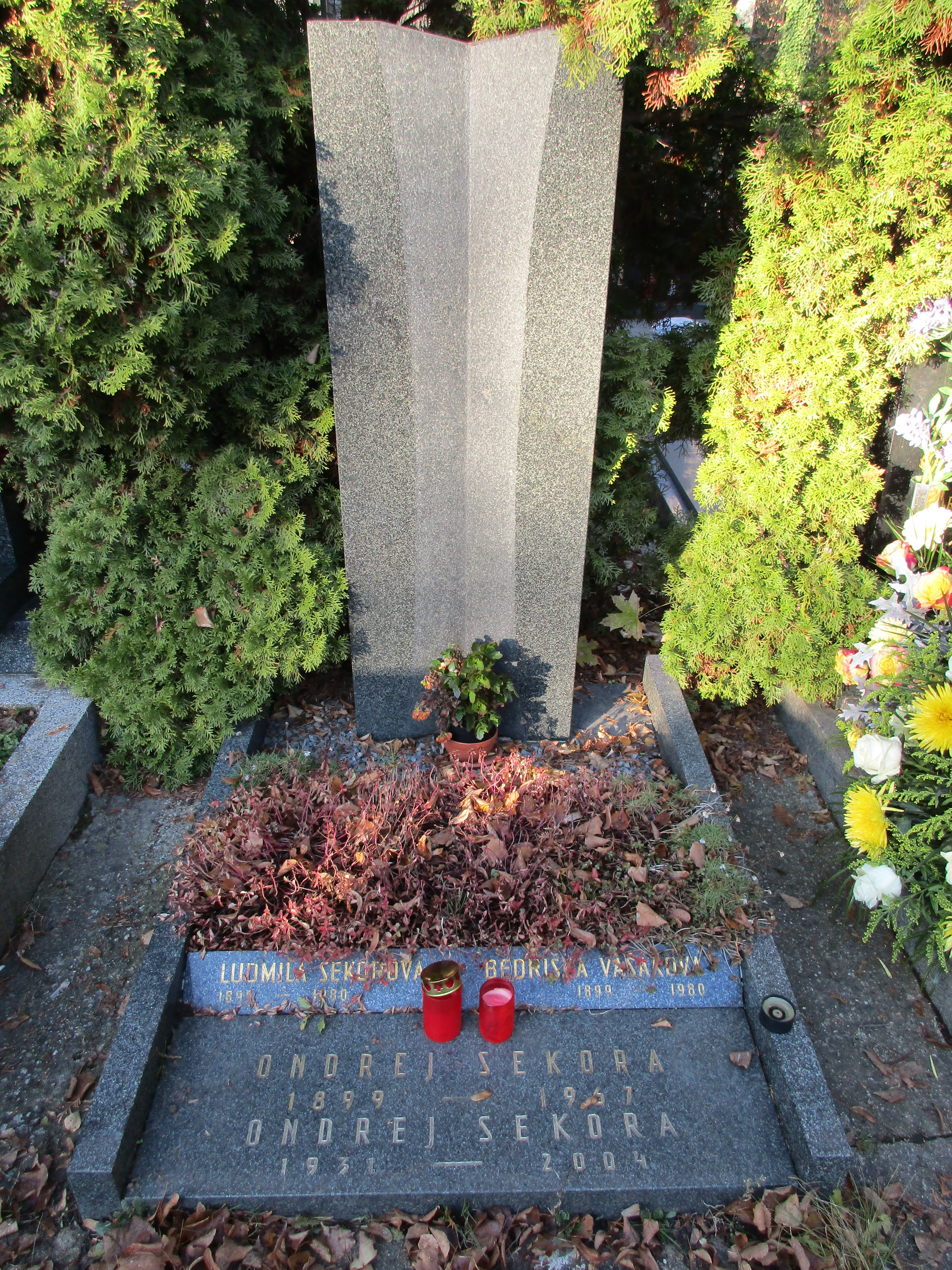
Sekoras Grab auf dem Malvazinky-Friedhof in Prag

Ondřej Sekora (* 25. September 1899 in Královo Pole bei Brünn; † 4. Juli 1967 in Prag) war ein tschechischer Schriftsteller, Kinderbuchautor, Karikaturist, Journalist, Graphiker und Koleopterologe.
Einige seiner Figuren – die Ameise Ferda (Ferda Mravenec), der Käfer Pytlík (Käfer Tollpatsch) und die Marienkäferdame Beruška (Fräulein Siebenpunkt) – sind in der Tschechischen Republik fast jedem bekannt. Sie entstammen seinen Kinderbüchern, von denen das erste Ferda Mravenec im Jahr 1933 erstmals erschienen ist. Weitere Abenteuer dieser Figuren sind in Büchern wie z. B. Ferda v cizích službách (Ferda in fremden Diensten), Trampoty brouka Pytlíka (Die Qualen des Käfers Pytlík) oder Kousky mládence Ferdy Mravence (Die Streiche des jungen Ferda Mravenec) nachzulesen. Die Figuren dienten auch als Vorlagen zu verschiedenen Zeichentrickfilmen.

## Sekora über seine Hauptfigur
„Ich gestehe mir ein, dass mir bisher von allen Zeichenfiguren Ferda Mravenec am besten gelungen ist. Ich habe einen Haupthelden für viele Bilder und für viele verschiedene Umgebungen gebraucht. Dass dies eine Ameise sein wird, habe ich natürlich gewusst. Mickey Maus trägt zur Abwechslung Hosen, Ferda wird eine gepunktete Krawatte haben.“

## Werke
auf Deutsch erschienen:
- Die tapferen Ameisen, 1955 Artia Prag, neu aufgelegt: März 2004 Leiv Buchhandels- U. Verlagsanst.; ISBN 978-3-89603-178-5
- Der Ameisen-Ferdl, ein Allerweltskerl, 1959 Deutscher Bücherbund
- Die großen Abenteuer des kleinen Ferdinand., 1966 SNDK (Státní nakladatelství detské knihy) Prag, neu: 1992 Leiv Buchhandels- U. Verlagsanst.; ISBN 978-3-928885-22-5
- Vom Ameisenferdinand uns seinem Pferdchen, neu: 1998 Leiv Buchhandels- U. Verlagsanst., ISBN 978-3-89603-032-0
- Vom Ameisenferdinand und seinen tapferen Freunden, neu: 1999 Leiv Buchhandels- U. Verlagsanst., ISBN 978-3-89603-038-2
- Der Findling auf dem Vogelbaum, 1959 Artia Prag
- Ferdinand die Sportskanone,  neu aufgelegt 2005 bei LeiV, ISBN 978-3-89603-240-9
- Vom Ameisenferdinand und dem Käfer Tollpatsch, neu: 2000 Leiv Buchhandels- U. Verlagsanst., ISBN 978-3-89603-045-0
- Auf dem Rummelplatz ist was los, 2005 Leiv Buchhandels- U. Verlagsanst.; 1. Auflage, ISBN 978-3-89603-249-2

Neuerscheinungen
- Ferdy. Ferdys Abenteuer, 1990 Lentz, Georg, ISBN 978-3-88010-167-8
- Das Ferdinand Malbuch, 2005 Leiv Buchhandels- U. Verlagsanst.; 1. Auflage